# 리마송
리마송(Limaçon)은 기하학에서 해당 원 (기하학)이 원의 외부 주위를 굴릴 때 원에 고정된 점 (기하학)의 경로로 형성된 룰렛 곡선으로 정의된다. 또한 작은 원이 큰 원 안에 있도록 반지름이 절반인 원 주위를 원이 굴릴 때 형성되는 룰렛으로 정의할 수도 있다. 따라서 이들은 중심 트로코이드(centered trochoids)라고 불리는 곡선군에 속한다. 더 구체적으로 말하자면, 이것들은 에피트로코이드(epitrochoids)이다. 심장형(카디오이드)은 룰렛을 생성하는 지점이 롤링 서클에 있는 특별한 경우이다. 그 결과로 나오는 곡선에는 정점이 있다.
곡선을 생성하는 점의 위치에 따라 내부 및 외부 루프(패밀리에 이름 부여)가 있을 수 있고, 하트 (상징) 모양이거나 타원형일 수 있다.
리마송은 4차의 이원 유리 평면 대수 곡선이다.